# Lista dos estados da região Norte do Brasil por PIB
Esta é a lista das unidades federativas da Região Norte do Brasil por produto interno bruto (PIB) nominal, publicada pelo IBGE em 2023 e referente ao ano de 2021, com valores em reais brasileiros. 

## Lista

Mapa das unidades federativas do Brasil segundo o PIB em 2020. Em reais:

| + 2 trilhões + 600 bilhões + 300 bilhões | + 150 bilhões + 80 bilhões até 80 bilhões |

| Posição                | Posição                  | Estado       | PIB em R$ mil (2020) | Participação regional em 2021 em % do total | Participação regional em 2020 em % do total |
| Dados relativos à 2021 | Mudança comparada à 2020 | Estado       | PIB em R$ mil (2020) | Participação regional em 2021 em % do total | Participação regional em 2020 em % do total |
| ---------------------- | ------------------------ | ------------ | -------------------- | ------------------------------------------- | ------------------------------------------- |
| 1                      | (0)                      | Pará         | 262.905.000          | 46.6                                        | 45.1                                        |
| 2                      | (0)                      | Amazonas     | 131.531.000          | 23.3                                        | 24.2                                        |
| 3                      | (0)                      | Rondônia     | 58.170.000           | 10.3                                        | 10.7                                        |
| 4                      | (0)                      | Tocantins    | 51.781.000           | 9.1                                         | 9.1                                         |
| 5                      | (1)                      | Acre         | 21.374.000           | 3.7                                         | 3.4                                         |
| 6                      | (1)                      | Amapá        | 20.100.000           | 3.5                                         | 3.8                                         |
| 7                      | (0)                      | Roraima      | 18.203.000           | 3.2                                         | 3.3                                         |
| Total                  | Total                    | Região Norte | 564.064.000          | Participação nacional em % do total         | Participação nacional em % do total         |
| Total                  | Total                    | Região Norte | 564.064.000          | 6,2                                         | 6,3                                         |